# Utricularia brachiata
Utricularia brachiata är en tätörtsväxtart som först beskrevs av R. Wight, och fick sitt nu gällande namn av Oliver. Utricularia brachiata ingår i släktet bläddror, och familjen tätörtsväxter. Inga underarter finns listade i Catalogue of Life.